# Platystele myoxura
Platystele myoxura är en orkidéart som beskrevs av Carlyle August Luer och Alexander Charles Hirtz. Platystele myoxura ingår i släktet Platystele och familjen orkidéer. Inga underarter finns listade i Catalogue of Life.